# Sveti Venancije
Sveti Venancije (lat. Venantius Martyr; ? – 259.), salonitanski biskup, kršćanski mučenik i svetac Rimokatoličke Crkve. Po nekima je bio biskup u Delminiju (današnjem Tomislavgradu).
Došao je iz Rima u Dalmaciju širiti kršćansku vjeru. Umro je mučeničkom smrću negdje u unutrašnjosti Dalmacije za vrijeme rimskih progona kršćana. Njegove su kosti, po nalogu pape Ivana IV. (640. – 642.) prebačene u Kapelu svetog Venancija u Lateranskoj bazilici u Rimu, koja također sadrži i njegov mozaik. Na velikom mozaiku se lijevo od Bogorodice nalaze Sveti Pavao, Sveti Ivan Evanđelist, Sveti Venancije i papa Teodor.
Njegov blagdan se slavi 1. travnja. Štovanje mu je posvjedočeno u lateranskom bogoslužju 17. stoljeća, a u splitskom oko 1786. godine. Popularan je svetac u Rimu, Toledu i Dalmaciji. Slavi se kao zaštitnik i u Camerinu, ali kao dječak. Prema lokalnoj legendi on je mučeništvo podnio kao petnaestogodišnjak za Decijeva progona. Likovno se prikazuje kao rimski plemić sa zastavom i mačem.

## Vanjske poveznice
- Sveti Venancije prvi biskup solinski i mučenik duvanjski